# Cæsar (titel)
 For alternative betydninger, se Cæsar. (Se også artikler, som begynder med Cæsar)
Cæsar (latin: [ˈkae̯.sar] pl. Caesares; engelsk: pl. Caesars; græsk: Καῖσαρ Kaîsar) er en titel med kejserlig karakter. Titlen stammer fra den romerske diktator Julius Cæsars cognomen (efternavn). Ændringen fra at være et efternavn til at blive brugt, som en titel af de romerske kejsere kan spores til 68 e.Kr., efter det Julisk-Claudianske dynastis fald. Når den blev brugt alene, betegnede titlen tilsyneladende arvinger, som senere ville adoptere titlen Augustus.
Titlen forblev en væsentlig del af den kejserlige karakter og blev ordet for "kejser" på andre sprog, såsom tysk (kaiser) og russisk (zar). Her skal det understreges, at den klassiske latinske udtale (som blev talt på Julius Cæsars tid) af cognomen Caesar ville have været med en hørlig k-lyd i stedet for en c-lyd (altså: [ˈkae̯.sar]) – derfra ligheden med eksempelvis det danske ord "kejser".

## Cæsar som kejsertitel
Den første romerske kejser, Octavian (senere Augustus), havde båret navnet (cognomen) "Cæsar" som en selvfølge. Hans fødselsnavn havde været "Gajus Octavius", men i kvag af Gajus Julius Cæsar adoption af Octavian, var sidstnævntes navne blevet overført ham, således hans juridiske navn fremadrettet også var "Gajus Julius Cæsar" (historikere m.fl. benævner ham dog typisk stadig "Octavianus" eller "Octavian", for ikke at forveksle ham med sin adoptivfar). De senere kejsere – som efterfulgte Octavian – blev ligeledes adopteret, og modtog derfor også navnet "Cæsar" på tilsvarende vis.
Først med kejser Claudius (r. 41–54) blev navnet "Cæsar" overført uden, at han var blevet adopteret af den forrige kejser, men han var til gengæld stadig i familie med Cæsar og navnet var derfor stadig ikke uden familiemæssig forbindelser. I 68 efter Neros død overtog kejser Galba (r. 68–69) tronen. Han var den første kejser, der ikke var af det Julisk-Claudiske dynasti, og med hans antagelse af navnet "Cæsar" kan man sige at det har fået en stilling som titel i stedet for familieforbindelse. De følgende kejsere antog derefter titlen "Cæsar".

## Cæsar som arvefølgetitel
Allerede under Vespasian ændredes betydningen, idet han overførte navnet til sin påtænkte efterfølger Titus, så han kom til at hedde "Titus Caesar Vespasianus". Cæsar kom da til at være titlen for den påtænkte arving til kejseriget, mens navnet efter tronovertagelsen blev udvidet med et Imperatore og Augustus. Således at formlen for arvefølgerne var NN. Caesar, mens navnet blev til Imperator Caesar NN. Augustus efter udnævnelsen til kejser. I daglig tale blev arvingerne således benævnt Cæsar mens titlen for kejseren var Augustus.

## Senere brug
Navnet blev desuden overført til andre riger der anså sig som Romerrigets arvtagere, f.eks. det Byzantinske Rige og det Osmanniske Rige. Men da latin ikke var hovedsproget i disse riger oplevede ordet samtidig en tilpasning til det lokale sprog, og det blev til hhv kaisar og Kayser-i-Rûm. En udvikling som også kan ses af det danske ord kejser der er afviklet af "Cæsar". Desuden kommer også det russiske "zar" og det bulgarske "tsar" fra ordet.